# Nyttige idioter
Nyttig idiot og nyttige idioter er udtryk, der bruges til at betegne en person eller en gruppe af personer, der, uden at de selv er klar over det, bliver manipuleret til at gå andres ærinde.
Oprindelsen af udtrykket er ikke klar. Udtrykket er ofte blevet tilskrevet Lenin, men der findes ikke nogen dokumentation for dette. Udtrykket har været brugt på russisk i hvert fald siden 1941.
Udtrykket er ifølge The New York Times anvendt i 1948 i en italiensk avis artikel og det tilsvarende franske udtryk "idiots utiles" har været brugt i en avisartikel i 1946.
I Danmark er udtrykket bl.a. blevet benyttet af flere om venstreorienterede fredsbevægelser, idet brugerne af udtrykket mente, at man ved at støtte fredsprocessen, i virkeligheden gik Sovjetunionens ærinde under den kolde krig, ligesom udtrykket har været anvendt under den kolde krig, når man mente at nogen lod sig manipulere til at fremme en af de stridende stormagters interesser.
I nyere tid har udtrykket været anvendt om personer, som man under Muhammed-krisen anså for at have ladet sig manipulere af andre staters/interesseorganisationers interesser.
Man kan sammenfatte udtrykkets betydning som et sigte til, at vedkommende handler imod egne interesser eller fremmer en andens dagsorden, ofte på bekostning af vedkommendes bevidste eller erklærede sigte.